# Ras al-Chaszufa
Ras al-Chaszufa (arab. رأس الخشوفة) – miasto w Syrii, w muhafazie Tartus. W 2004 roku liczyło 5499 mieszkańców.